# Martsrevolutionen (Danmark)
Martsrevolutionen i Danmark er betegnelsen for de begivenheder der ledte til indførelsen af konstitutionelt monarki i Danmark ved Grundlovens stadfæstelse.

## Baggrund
Martsrevolutionen var en række voldsomme begivenheder, der fandt sted i flere europæiske lande - bl.a. i Frankrig og Tyskland - og markerede udbruddet af en stadigt stigende tilslutning til demokratiske styreformer blandt den borgerlige befolkning i disse lande. Følgerne af disse martsrevolutioner nåede Danmark, der længe havde haft en bevægelse for en forfatningsændring.
Frederik 7. (1848-63), var 39 år gammel ved sin tronbestigelse 20. januar 1848. Han havde som prins ført en uregelmæssig tilværelse, var uden synderlige kundskaber og havde beskæftiget sig meget lidt med statsanliggender. Det, og hans ringe lyst til at påtage sig en enevoldskonges tunge ansvar og arbejdsbyrde, gjorde ham på forhånd velvilligt stemt overfor tanken om en konstitutionel forfatning.
Han beholdt de gamle ministre og supplerede, efter sin faders ønske, statsrådet med Carl Moltke og, efter sit eget ønske, med sin ungdomsven Carl Emil Bardenfleth. Gehejmestatsrådet accepterede få dage efter tronskiftet grundtrækkene af det forfatningsudkast, der var under udarbejdelse i Christian 8.s sidste dage. Ved kundgørelsen af 28. januar 1848 tilsagdes der folket en konstitutionel fællesforfatning for hele Kongeriget Danmark, således at den fælles repræsentation skulle bestå af lige mange medlemmer for kongeriget og Hertugdømmerne og samles afvekslende i de to nævnte hoveddele af monarkiet.
Det nationaliberale parti, som straks efter tronskiftet på forskellig måde havde fremsat sine krav om en konstitutionel forfatning for kongeriget og Slesvig, følte sig stærkt skuffet efter kundgørelsen og fandt især i bestemmelsen om, at kongerigets 1.300.000 indbyggere, samt hertugdømmernes 800.000, skulle have lige stor repræsentation; en krænkelse af den danske befolknings rettigheder. Bevægelsen i kongeriget samlede sig i stigende grad omkring kravet angående en konstitutionel forfatning for Danmark til Ejderen. Også i Hertugdømmerne var man misfornøjede, da slesvigholstenerne overhovedet intet ville vide af en fællesforfatning mellem Hertugdømmerne og Kongeriget.

## Casinomødet
I København indløb den 20. marts 1848 om formiddagen besked om et møde, som havde fundet sted i Rendsborg to dage før, hvor slesvigske og holstenske repræsentanter havde vedtaget at sende en deputation til Frederik 7. med slesvig-holstenernes krav, der omfattede en fri forfatning, Slesvigs forening med Holsten og Slesvig optagelse i Det tyske Forbund.

På baggrund af disse forlydender hævdede den førende nationalliberale politiker Orla Lehmann, at der var udbrudt oprør i hertugdømmerne, og han indkaldte sammen med andre nationalliberale, bl.a. A.F. Tscherning, Clausen og Hvidt til et offentligt møde i Casino kl. 20 samme aften, altså den 20. marts. Hvidt skulle desuden indkalde Borgerrepræsentationen til et møde kl. 18 og få vedtaget en henvendelse til kongen med krav om et system- og regeringsskifte. Lehmann skrev udkastet til henvendelsen:
| Citat | Allernådigste konge! Deres rådgivere, Deres Majestæt har arvet fra Deres forgænger, er ikke i besiddelse af folkets tillid, lige så lidt i det egentlige Danmark, som i Slesvig og Holsten; de daglige mere fremtrædende sørgelige frugter af deres regeringssystem har måttet undergrave enhver tro på, at de nu skulle besidde indsigt og kraft til at frelse landet. Afgørelsens time nærmer sig med kæmpeskridt. Staten vil opløses, dersom Deres Majestæt ikke uopholdeligt omgiver Deres trone med mænd, som er opgavens storhed voksne, og som kunne tilføre regeringen en energisk vilje og nationen bistand - mænd, der kunne redde Danmarks ære og grundlægge landets frihed. Vi anråber Deres Majestæt om ikke at drive Nationen til Fortvivlelsens Selvhjælp | Citat |
|       | |       |

Borgerrepræsentationen vedtog efter en længere debat henvendelsen, som den ville bringe til kongen næste dag kl. 11. Først efter kl. 20.30 kom Hvidt og Lehmann frem til mødet i Casino, hvor de godt 2500-3000 tilstedeværende modtog dem med jubel og hurraråb. Man besluttede her at mødes på Gammeltorv næsten formiddag og ledsage borgerrepræsentationen til kongen.

## Toget til Christiansborg
Den følgende dag samledes ved middagstid 15-20.000 mennesker på Gammeltorv, hvorfra de gik til Christiansborg for at kræve en ny regering. Da havde Frederik 7. allerede, på sin nyudnævnte gehejmestatsminister Bardenfleths foranledning, afskediget sine gamle ministre. For at bevare Slesvig for Danmark havde Bardenfleth overtalt Frederik 7. til at afskedige den helstatsvenlige regering.

## Regeringsdannelse og krigsoptakt
Det følgende døgn var optaget af bestræbelserne på at danne et ministerium. Bardenfleths forsøg og flere andre kombinationer, der gik ud på at danne et kabinet, væsentlig sammensat af regeringsmændene af den ældre skole, med iblanding af enkelte liberale elementer, bristede, og først om formiddagen den 22. marts, umiddelbart før den slesvigholstenske deputations ankomst, lykkedes det den tidligere finansminister, grev Adam Wilhelm Moltke, at danne en samlingsregering, i hvilken, foruden enkelte repræsentanter for den ældre administration, oppositionsførerne Ditlev Gothard Monrad, Anton Frederik Tscherning, Hvidt og Orla Lehmann fik sæde. De nationalliberale var tøvende overfor denne konstruktion, men de gik ind i regeringen på baggrund af kongens løfte om, at han nu var konstitutionel monark og ministrene blev overdraget ansvaret.
Deputationen fik nu det svar – i hvilket samtidig martsministeriets program var udtrykt -, at kongen nægtede at indlemme Slesvig i det tyske forbund, men derimod, samtidig med at give det udstrakt provinsiel selvstændighed med egen landdag, ville "styrke dets uopløselige Forbindelse med Danmark ved en fælles, fri Forfatning". Hvad Holsten angik, skulle det
have en særlig, fri forfatning som "selvstændig, tysk Forbundsstat". Imidlertid var det åbne oprør udbrudt i Holsten 23. marts, og konflikten førte til Treårskrigen 1848-50.